# Cantón de Capobianco
El cantón de Capobianco era una división administrativa francesa que estaba situada en el departamento de Alta Córcega y la región de Córcega.

## Composición
El cantón estaba formado por diez comunas:
- Barrettali
- Cagnano
- Centuri
- Ersa
- Luri
- Meria
- Morsiglia
- Pino
- Rogliano
- Tomino

## Supresión del cantón de Capobianco
En aplicación del Decreto n.º 2014-255 de 26 de febrero de 2014, el cantón de Capobianco fue suprimido el 22 de marzo de 2015 y sus 10 comunas pasaron a formar parte del nuevo cantón de Cabo Córcega.